# Genkoppeling
Genkoppeling is het gezamenlijk aan het nageslacht doorgeven van DNA-sequenties die dicht bij elkaar liggen op een chromosoom. De twee sequenties (markers) liggen zodanig dicht naast elkaar dat ze niet uiteensplitsen in afzonderlijke chromatiden tijdens crossing-over. Zo komen de sequenties altijd samen in dezelfde geslachtscel terecht. De vuistregel: hoe dichter genen bij elkaar liggen op een chromosoom, hoe kleiner de kans op recombinatie en hoe groter de kans dat ze samen overerven. Genen waarvan is vastgesteld dat ze in de regel samen overerven, zijn gekoppelde genen. Genen die op verschillende chromosomen gelegen zijn, zijn nooit gekoppeld.
Genkoppeling is een belangrijke uitzondering op Gregor Mendels onafhankelijkheidswet (de derde wet van Mendel). Genkoppeling werd voor het eerst aangetoond in een experiment in 1905. Destijds was nog onbekend waarom sommige erfelijke eigenschappen telkens samen op nakomelingen overgaan. In de twintigste eeuw werd duidelijk dat genen moleculaire structuren zijn die door een werkelijke fysieke afstand worden gescheiden. 

## Genkoppelingskaart

De Drosophila melanogaster-genkoppelingskaart van Thomas Hunt Morgan. Deze kaart uit 1909 toont de relatieve posities van allelen op het tweede chromosoom van Drosophila. De afstanden tussen de genen (uitgedrukt in centimorgan) zijn evenredig aan de kans dat er crossing-over optreedt tussen de verschillende allelen.

Een genkoppelingskaart is een tabel waarin de relatieve posities van bekende genen of genetische markers ten opzichte van elkaar staan weergegeven in termen van recombinatiefrequentie. Genkoppelingskaarten werden voor het eerst opgesteld door Alfred Sturtevant, een leerling van Thomas Hunt Morgan. Morgan was pionier op het gebied van genkoppeling en experimenteerde daarvoor met fruitvliegen (Drosophila melanogaster).
Een genkoppelingskaart is gebaseerd op de recombinatiefrequenties van genen op homologe chromosomen. Hoe groter de frequentie van recombinatie (segregatie) tussen twee genetische markers, hoe verder ze uit elkaar liggen. In het verleden gebruikten genetici waarneembare fenotypes (enzymproductie, oogkleur) om deze frequentie vast te stellen. Hier ging het dus alleen om eiwitcoderende DNA-sequenties. Later werd genkoppeling ook bevestigd voor niet-coderende DNA-sequenties, zoals microsatellieten of sequenties waarin polymorfismen (RFLP's) voorkwamen.
Een genkoppelingskaart moet niet verward worden met een genenkaart, waarin de fysieke afstanden binnen een stuk DNA worden weergegeven.